# Lijst van voetbalinterlands Congo-Brazzaville - Rwanda
Deze lijst van voetbalinterlands is een overzicht van alle officiële voetbalwedstrijden tussen de nationale teams van Cong-Brazzaville en Rwanda. De landen speelden tot op heden vier keer tegen elkaar. De eerste ontmoeting, een kwalificatiewedstrijd voor de Afrika Cup 2002, werd gespeeld op 2 juli 2000 in Kigali. Het laatste duel, een kwalificatiewedstrijd voor de Afrika Cup 2015, vond plaats in Kigali op 2 augustus 2014.

## Wedstrijden
| № | Plaats       | Datum           | Competitie                   | Wedstrijd                  | Uitslag |
| - | ------------ | --------------- | ---------------------------- | -------------------------- | ------- |
| 1 | Kigali       | 2 juli 2000     | Afrika Cup 2002 kwalificatie | Rwanda – Congo-Brazzaville | 2 – 1   |
| 2 | Brazzaville  | 15 juli 2000    | Afrika Cup 2002 kwalificatie | Congo-Brazzaville – Rwanda | 5 – 1   |
| 3 | Pointe-Noire | 20 juli 2014    | Afrika Cup 2015 kwalificatie | Congo-Brazzaville − Rwanda | 2 − 0   |
| 4 | Kigali       | 2 augustus 2014 | Afrika Cup 2015 kwalificatie | Rwanda − Congo-Brazzaville | 2 − 0   |

## Samenvatting
| Competitie              | Totaal gespeeld | Winst Congo-Brazzaville | Gelijk | Winst Rwanda | Doelsaldo Congo-Brazzaville – Rwanda |
| ----------------------- | --------------- | ----------------------- | ------ | ------------ | ------------------------------------ |
| Afrika Cup-kwalificatie | 4               | 2                       | 0      | 2            | 8 − 5                                |
| Totaal                  | 4               | 2                       | 0      | 2            | 8 − 5                                |

Wedstrijden bepaald door strafschoppen worden, in lijn met de FIFA, als een gelijkspel gerekend.
FCF · 
Vrouwenelftal van Congo-Brazzaville
1960–1969 ·
1970–1979 ·
1980–1989 ·
1990–1999 ·
2000–2009 ·
2010–2019 ·
2020−2029
1960 ·
1961 ·
1962 ·
1963 ·
1964 · 
1965 ·
1966 · 
1967 ·
1968 · 
1969 ·
1970 · 
1971 ·
1972 · 
1973 ·
1974 · 
1975 · 
1976 ·
1977 · 
1978 ·
1979 ·
1979 · 
1980 ·
1980 · 
1981 ·
1982 ·
1983 ·
1984 · 
1985 ·
1986 · 
1987 ·
1988 · 
1989 ·
1990 · 
1991 ·
1992 · 
1993 ·
1994 · 
1995 ·
1996 · 
1997 ·
1998 · 
1999 ·
2000 · 
2001 ·
2002 · 
2003 ·
2004 · 
2005 · 
2006 ·
2007 · 
2008 ·
2009 · 
2010 · 
2011 ·
2012 · 
2013 · 
2014 ·
2015 ·
2016 ·
2017 ·
2018 ·
2019 ·
2020 ·
2021 ·
2022 ·
2023
Algerije ·
Angola ·
Benin ·
Burkina Faso ·
Burundi ·
Canada ·
Centraal-Afrikaanse Republiek ·
Congo-Kinshasa ·
Egypte ·
Equatoriaal-Guinea ·
Ethiopië ·
Gabon ·
Gambia ·
Ghana ·
Guinee ·
Guinee-Bissau ·
Ivoorkust ·
Kaapverdië ·
Kameroen ·
Kenia ·
Liberia ·
Libië ·
Madagaskar ·
Malawi ·
Mali ·
Marokko ·
Mauritanië ·
Mauritius ·
Mozambique ·
Namibië ·
Niger ·
Nigeria ·
Noord-Korea ·
Oeganda ·
Rwanda ·
Sao Tomé en Principe ·
Saoedi-Arabië ·
Senegal ·
Sierra Leone ·
Soedan ·
Swaziland ·
Tanzania ·
Thailand ·
Togo ·
Tsjaad ·
Tunesië ·
Zambia ·
Zimbabwe ·
Zuid-Afrika ·
Zuid-Soedan
FERWAFA · Rwandees vrouwenelftal
1976 – 1989 · 
1990 – 1999 · 
2000 – 2009 · 
2010 – 2019 ·
2020 − 2029
Algerije ·
Angola ·
Benin ·
Botswana ·
Burundi ·
Centraal-Afrikaanse Republiek ·
Congo-Brazzaville ·
Congo-Kinshasa ·
Djibouti ·
Egypte ·
Equatoriaal-Guinea ·
Eritrea ·
Ethiopië ·
Gabon ·
Ghana ·
Guinee ·
Ivoorkust ·
Kaapverdië ·
Kameroen ·
Kenia ·
Lesotho ·
Liberia ·
Libië ·
Madagaskar ·
Malawi ·
Mali ·
Marokko ·
Mauritanië ·
Mauritius ·
Mozambique ·
Namibië ·
Nigeria ·
Oeganda ·
Senegal ·
Seychellen ·
Soedan ·
Somalië ·
Tanzania ·
Togo ·
Tunesië ·
Zambia ·
Zimbabwe ·
Zuid-Afrika ·
Zuid-Soedan